# Quiero decirte que te amo
«Volevo dirti che ti amo» (en español: «Quiero decirte que te amo») es una balada grabada por la cantante italiana Laura Pausini. 
Es el cuarto y último sencillo de su álbum de estudio número cinco (Entre tú y mil mares). Para Brasil fue lanzado como tercer sencillo.

## La canción
La música está compuesta por Eric Buffat, el texto está escrito por Laura Pausini, Cheope y Giuseppe; la adaptación en español fue traducida por Pausini y Badia.
La canción originalmente fue escrita en idioma italiano con el título de «Volevo dirti che ti amo». Luego se traduce al idioma español bajo el título de «Quiero decirte que te amo», se publicó en el álbum de Pausini Entre tu y mil mares.
Se emite en la radio solo la canción en español, se realizan los dos videoclips.

## Lista de canciones
CD sencillo - Promo Warner Music Italia (2001)
1. «Volevo dirti che ti amo»

CD sencillo - Promo Warner Music España (2001)
1. «Quiero decirte que te amo»

CD sencillo - Promo Warner Music España (2001)
1. «Quiero decirte que te amo» (Remix)[3]

## Posicionamiento en las listas musicales
| País           | Lista (2000-01)            | Mejor posición | Ref.  |
| -------------- | -------------------------- | -------------- | ----- |
| Estados Unidos | Billboard (Latin Pop Song) | 15             | [ 4 ] |
| Estados Unidos | Billboard (Latin Song)     | 36             | [ 4 ] |